# Crime & Investigation
Crime & Investigation (stilizat ca Crime + Investigation) este un canal TV deținut de Hearst Networks. Canalul deschide laboratoarele de criminalistică, sălile de judecată și arhivele poliției, descoperind adevărul din spatele unor crime scandaloase. A+E Networks UK a anunțat la 2 septembrie 2013 lansarea canalului Crime & Investigation în România, prin unul dintre cei mai mari operatori de televiziune prin cablu, Vodafone România.

## Emisiuni
În ordine aleatorie: 
- Vânătorul de criminali;
- Lumea criminalilor;
- Robbie Coltrane prezintă: Probe esențiale;
- Primele 48 de ore;
- Cazuri clasate;
- Cele mai îndrăznețe jafuri din Marea Britanie;
- Crime care au șocat Marea Britanie;
- Evadare din secta poligamă;
- Din culisele scientologiei, cu Leah Remini;
- Arhiva de crime a lui Fred Dinenage;
- Închiși pe viață;
- Copiii paranormali;
- Casa mea bântuită;
- Povestea mea cu fantome;
- Monstrul din familia mea;
- Blestemat;